# Sutera acutiloba
Sutera acutiloba là một loài thực vật có hoa trong họ Huyền sâm. Loài này được (Pilg.) Overk. ex Roessl. miêu tả khoa học đầu tiên.